# Polittico Guidalotti
Pour les articles homonymes, voir Guidalotti.

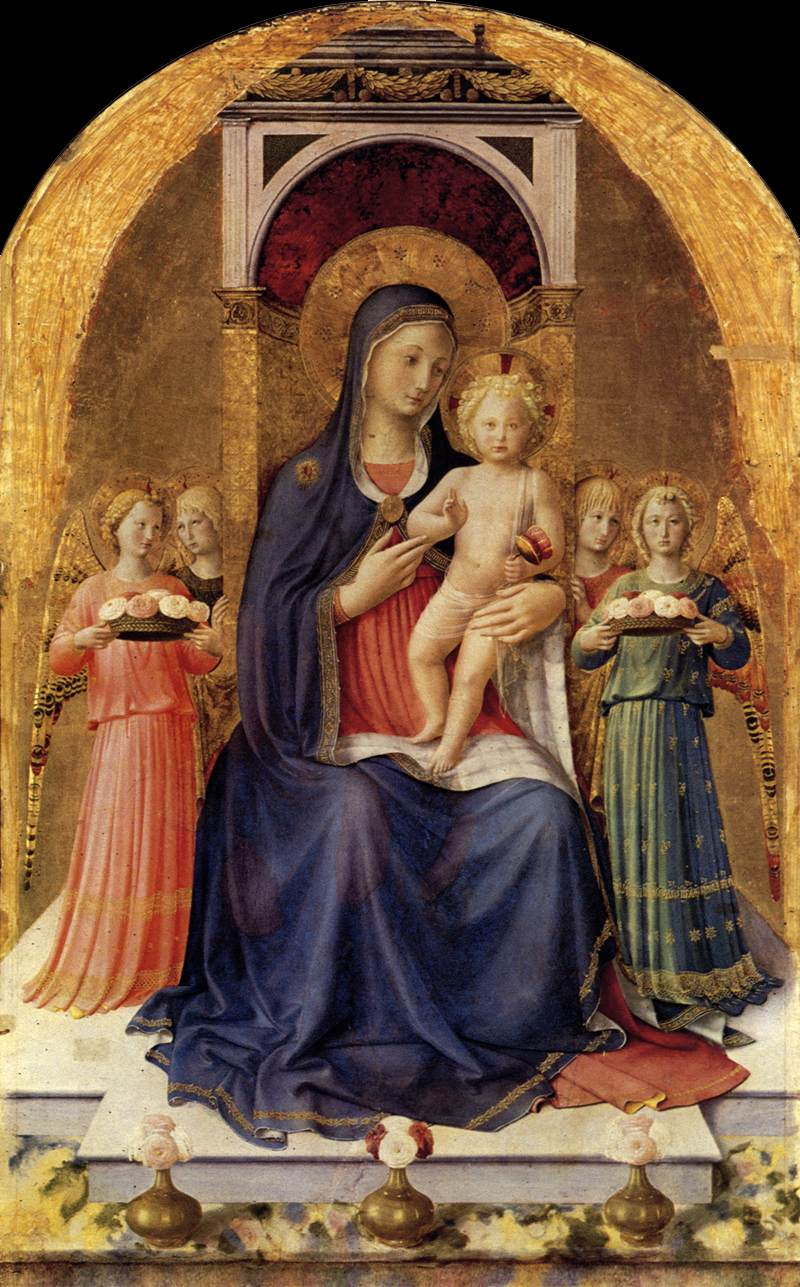
Panneau central de la Vierge à l'Enfant trônant, entourée d'anges portant deux corbeilles de cinq roses.

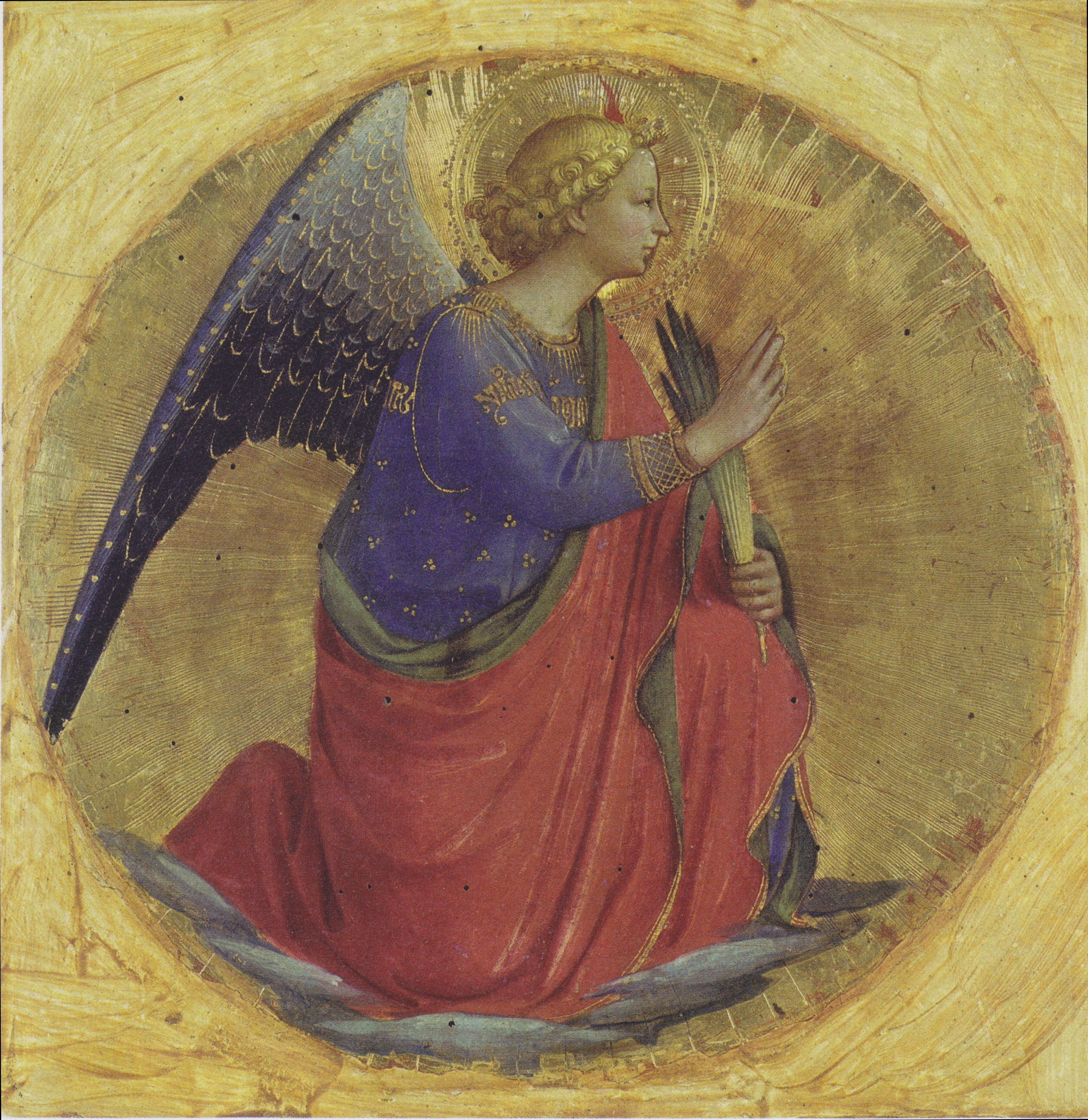
Archange du médaillon de gauche.

Le Polittico Guidalotti ou Pala di Perugia, est une peinture réalisée par Fra Angelico en 1438 ou 1447-1448,  conservée à la Galerie nationale de l'Ombrie, à Pérouse.

## Histoire
L'œuvre fut commandée à Fra Angelico par Elisabetta Guidalotti, sœur de l'évêque de Recanati,  Benedetto, trésorier du pape Martin V, pour être montrée dans la chapelle familiale, consacrée à saint Nicolas de Bari, de l'église San Domenico de Pérouse.
Le personnage de saint Nicolas aurait selon certains historiens d'art les traits du pape Nicolas V, élu en 1447 et humaniste, à qui feraient également allusion les mots « Quand je viendrai... amenez-moi des livres, en particulier des parchemins » figurant au bas du livre tenu par saint Dominique, ce qui permettrait de dater le polyptyque de 1447 ou 1448. Cette datation est toutefois contestée, ainsi que la référence à Nicolas V, au profit d'une datation plus traditionnelle vers la fin des années 1430, fondée notamment sur des critères stylistiques.
Le polyptyque fut démembré et dispersé, les panneaux de gauche et du centre de la  prédelle aujourd'hui aux musées du Vatican, ont été remplacés par des copies ainsi que son cadre reconstitué. Le cadre actuel a été réalisé par Francesco Moretti et Ludovico Caselli en 1915.

## Thème
La « Vierge à l'Enfant trônant » du panneau central est accompagnée de figures saintes, grandes sur les panneaux latéraux (2 de chaque côté) , et petites dans les pilastres (6 de chaque côté) ; de scènes bibliques sur les éléments de la prédelle, comme l'impose le schéma du polyptyque. Les médaillons illustrent l'Annonciation, l'archange Gabriel à gauche, la Vierge à droite. 
L'histoire de saint Nicolas s'inspire principalement de la Légende dorée de Jacques de Voragine.

## Description
Le cadre du polyptyque dans sa présentation au musée, est entièrement doré, fortement architecturé néo-gothique, à gables et pinacles, colonnes torsadées...
Panneau central (128 × 88 cm)
La Vierge à l'Enfant trône habillée de bleu ; elle porte l'enfant debout sur ses genoux ; des anges dans des postures identiques, ailes déployées, s'affichent sur le fond doré, deux de chaque côté du trône : ceux du premier rang portent chacun un plateau rempli de roses tressées et blanches ; celui de gauche est habillé de rose, celui de droite, en bleu. Des roses identiques sont placées dans trois vases en rang dans le bas du panneau.
Chacune des figures porte une auréole dorée circulaire et rayonnée.
Seuls le trône de la Vierge du panneau central et les scènes extérieures de la prédelle usent de perspective.
Panneaux latéraux (102 × 75 cm chacun)

Saints entourant le Vierge à l'Enfant au trône
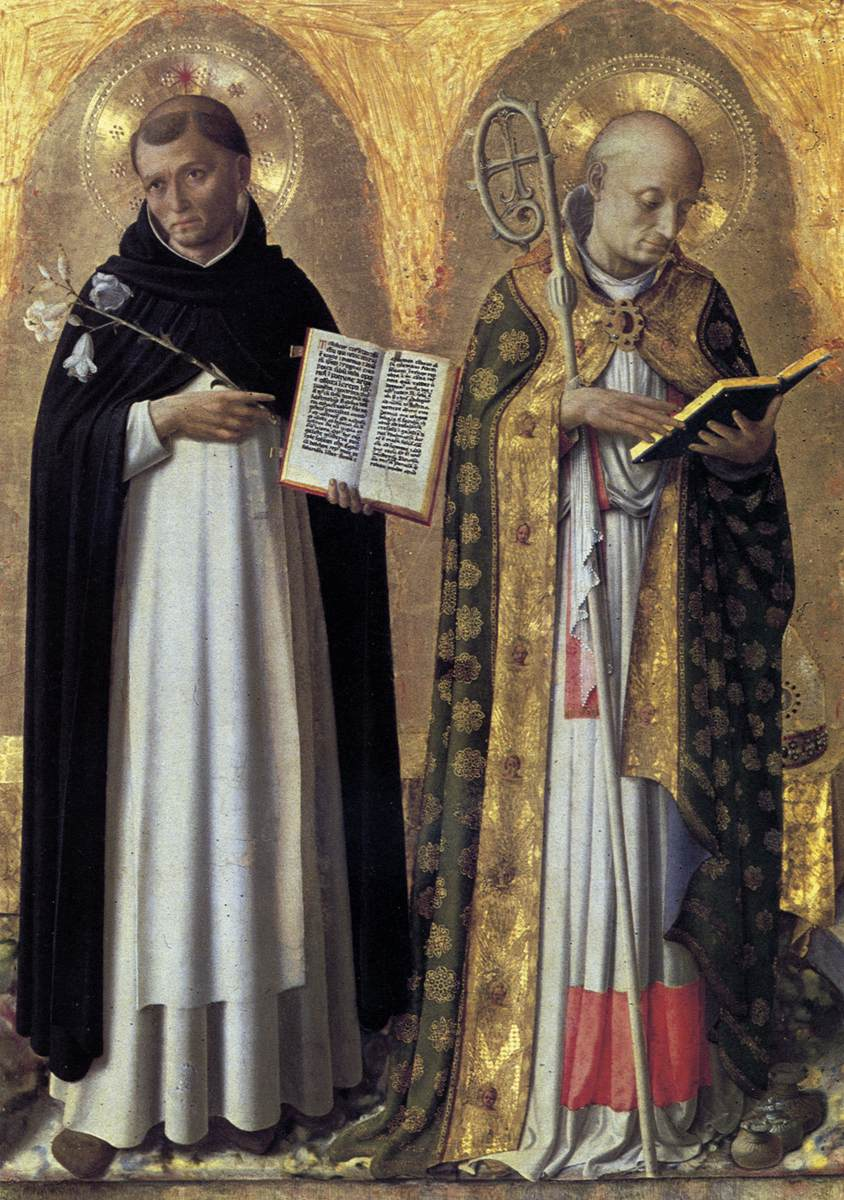
Saint Dominique et saint Nicolas de Bari.
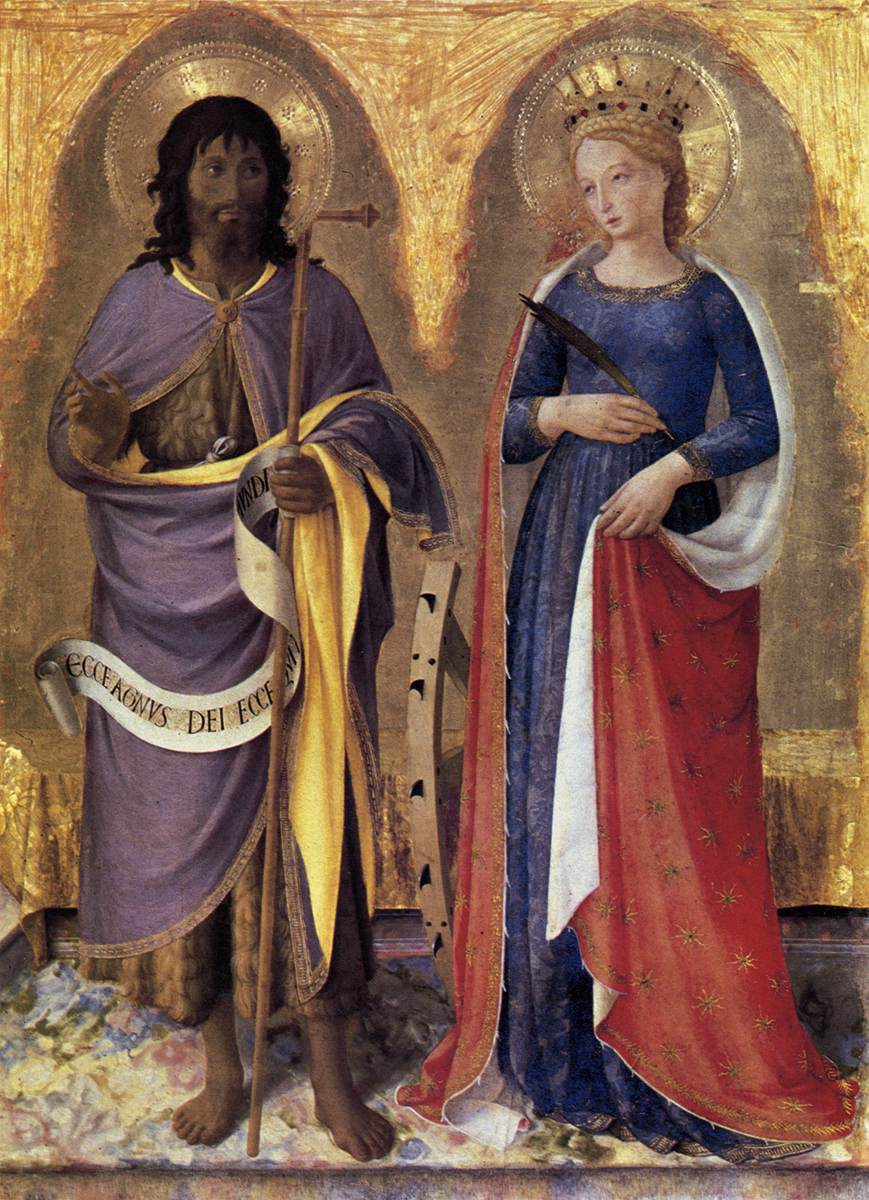
Saint Jean-baptiste et sainte Catherine d'Alexandrie.

Panneaux de la prédelle (34 × 64 cm chacun)

Épisodes de la Vie de saint Nicolas de Bari
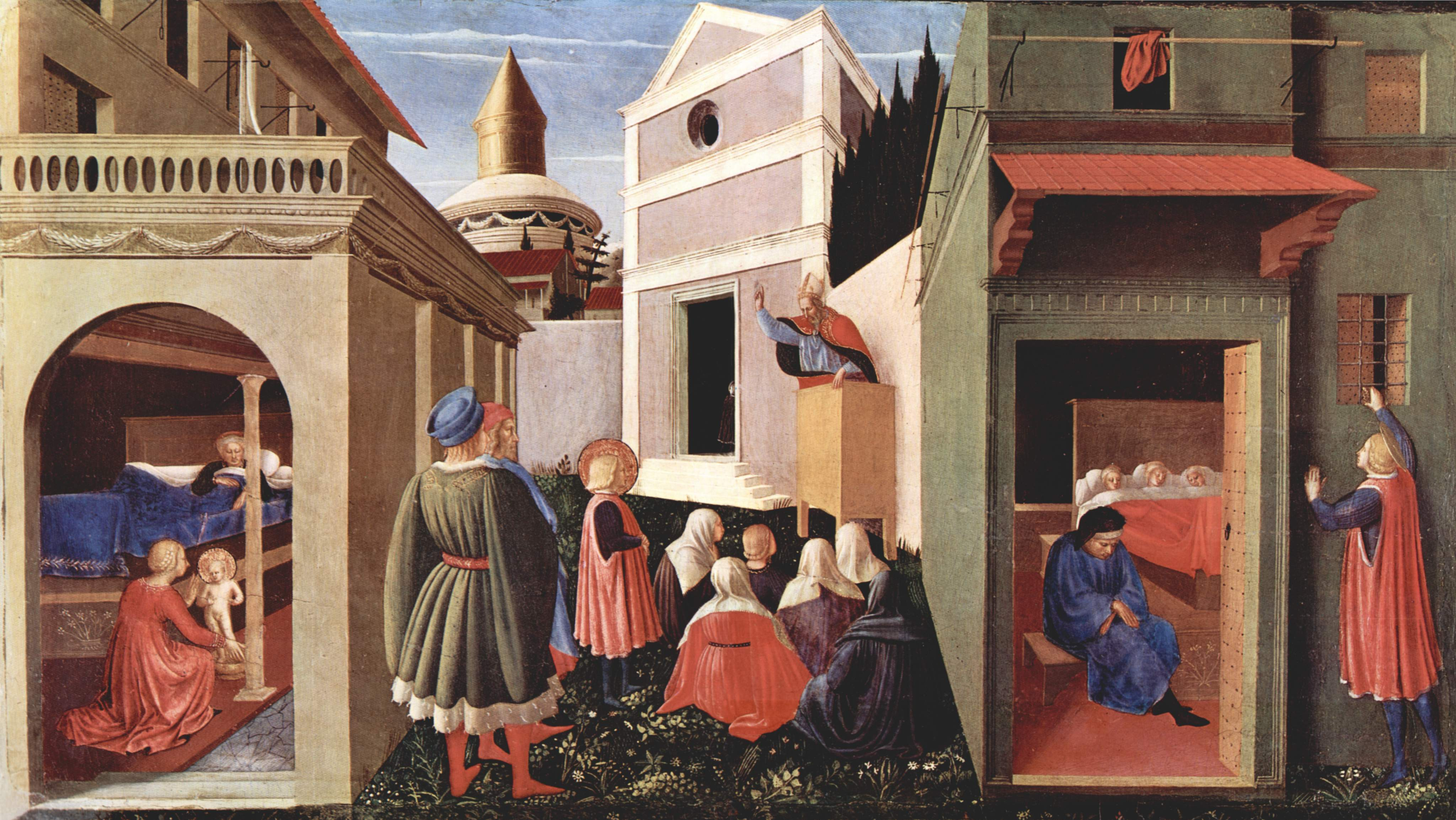
Naissance de saint Nicolas, son éducation...
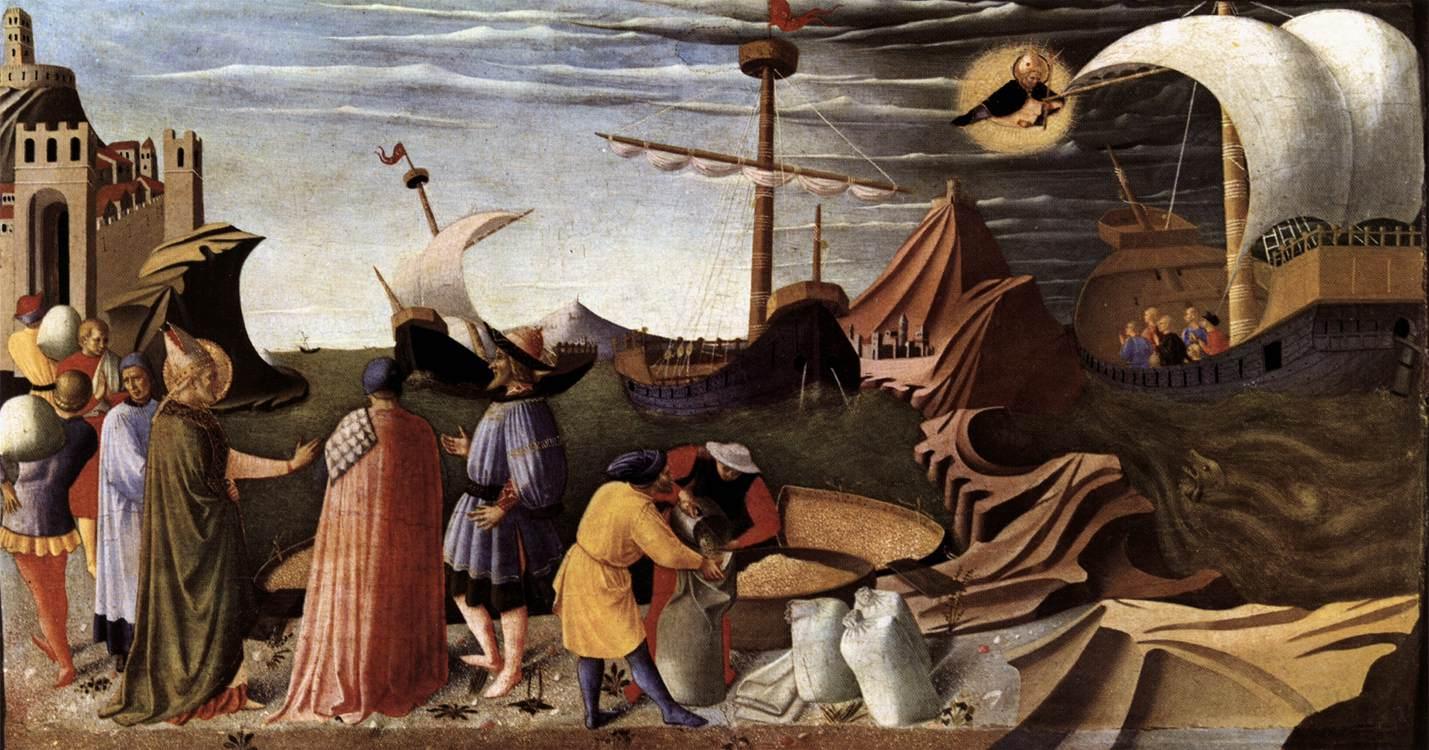
Saint Nicolas suave le navire.
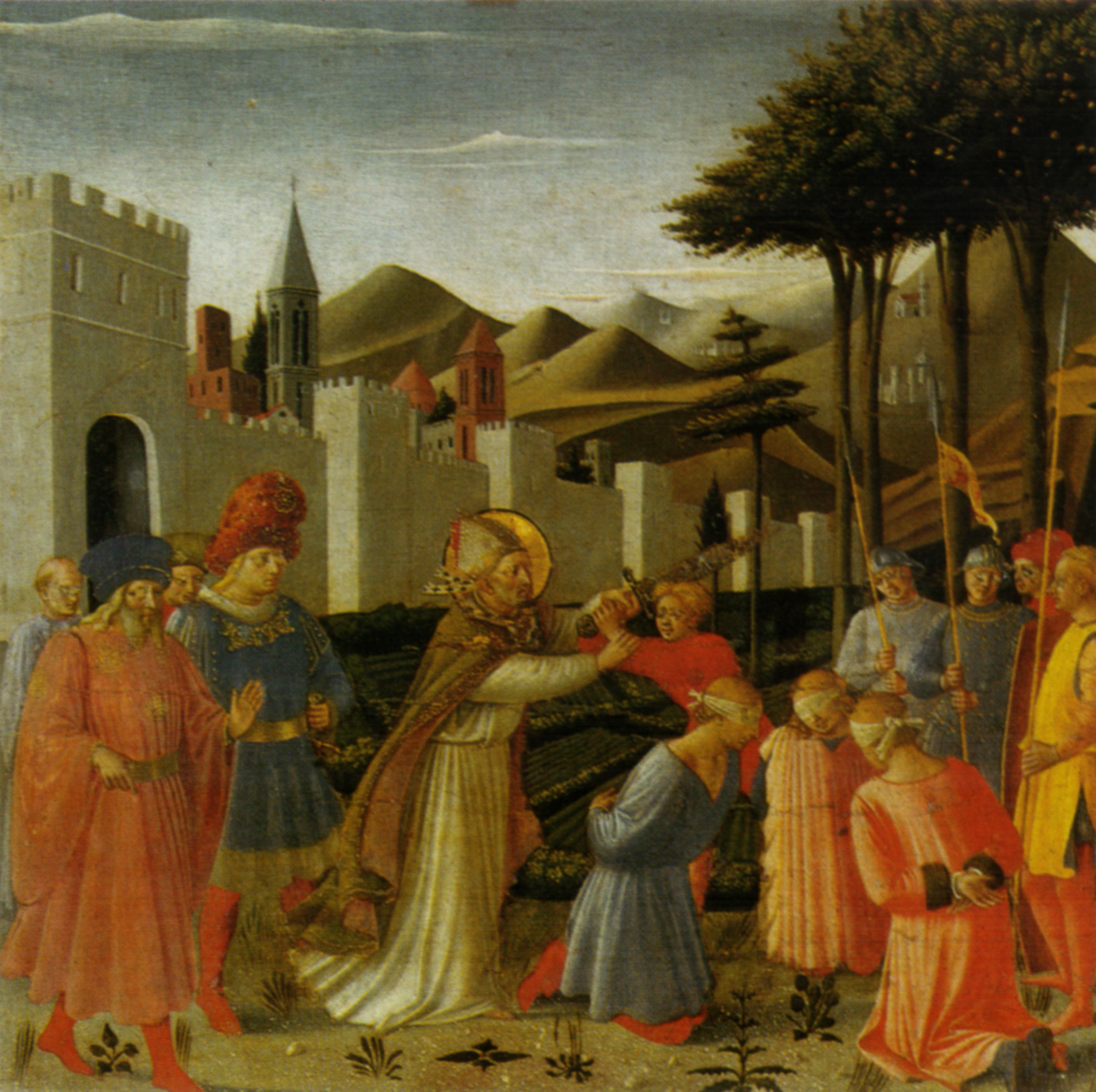
Saint Nicolas sauve trois condamnés à mort.
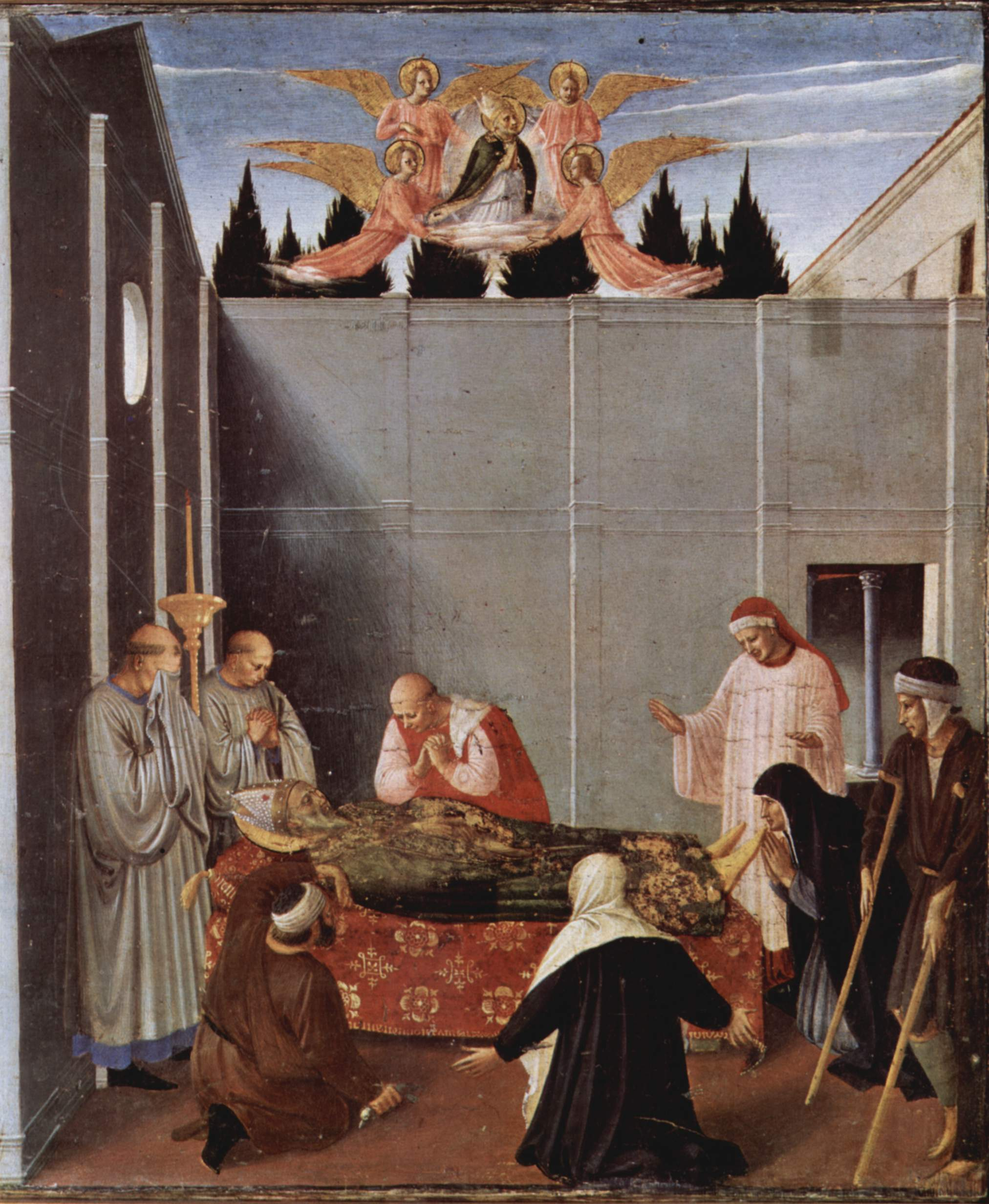
Mort de saint Nicolas.

## Analyse
Le panneau central est entièrement de la main de Fra Angelico et il est similaire à celui du Triptyque de Cortone également de sa main. Le pavement perspectif lui, est semblable à celui du Triptyque de saint Pierre martyr.
La disposition en triptyque, séparant la Vierge des saints, n'empêche pas le peintre de les réunir dans une Conversation sacrée en plaçant les personnages dans un espace unifié par le sol en marbre et par le piédestal s'étendant à l'arrière-plan des panneaux latéraux.